# Portugalia la Concursul Muzical Eurovision
Portugalia a debutat la Concursul Muzical Eurovision în anul 1964. Aceasta a participat de 56 de ori, neparticipând de 5 ori de la debut.
Portugalia a câștigat Concursul Muzical Eurovision 2017 cu piesa "Amar pelos dois", interpretată de Salvador Sobral.

## Participări

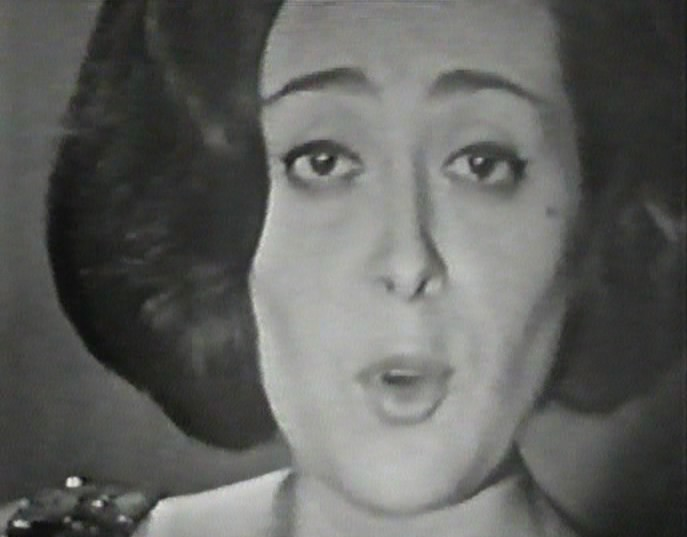
Simone de Oliveira la Neapole (1965)

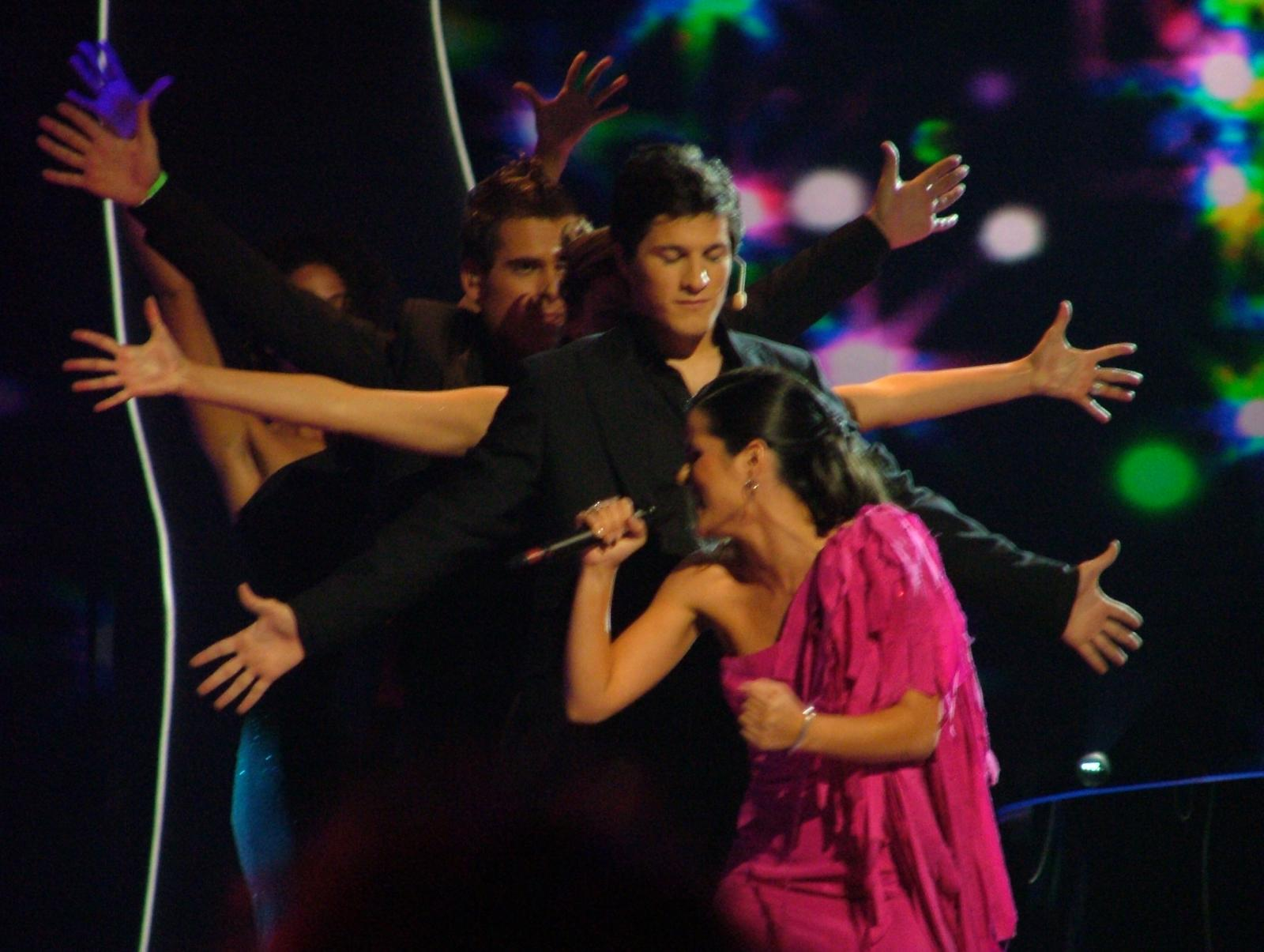
Sofia Vitória la Istanbul (2004)

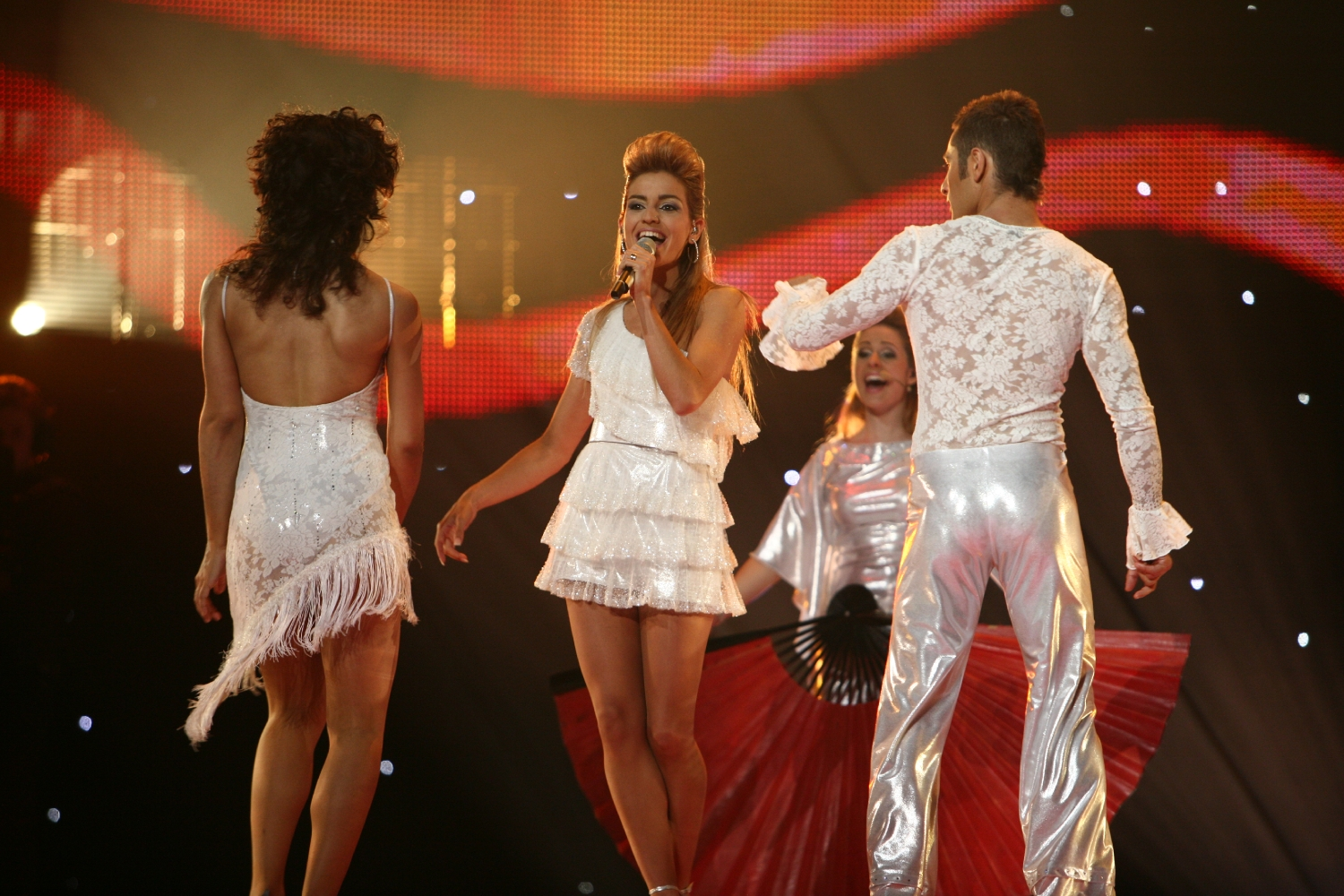
Sabrina la Helsinki (2007)

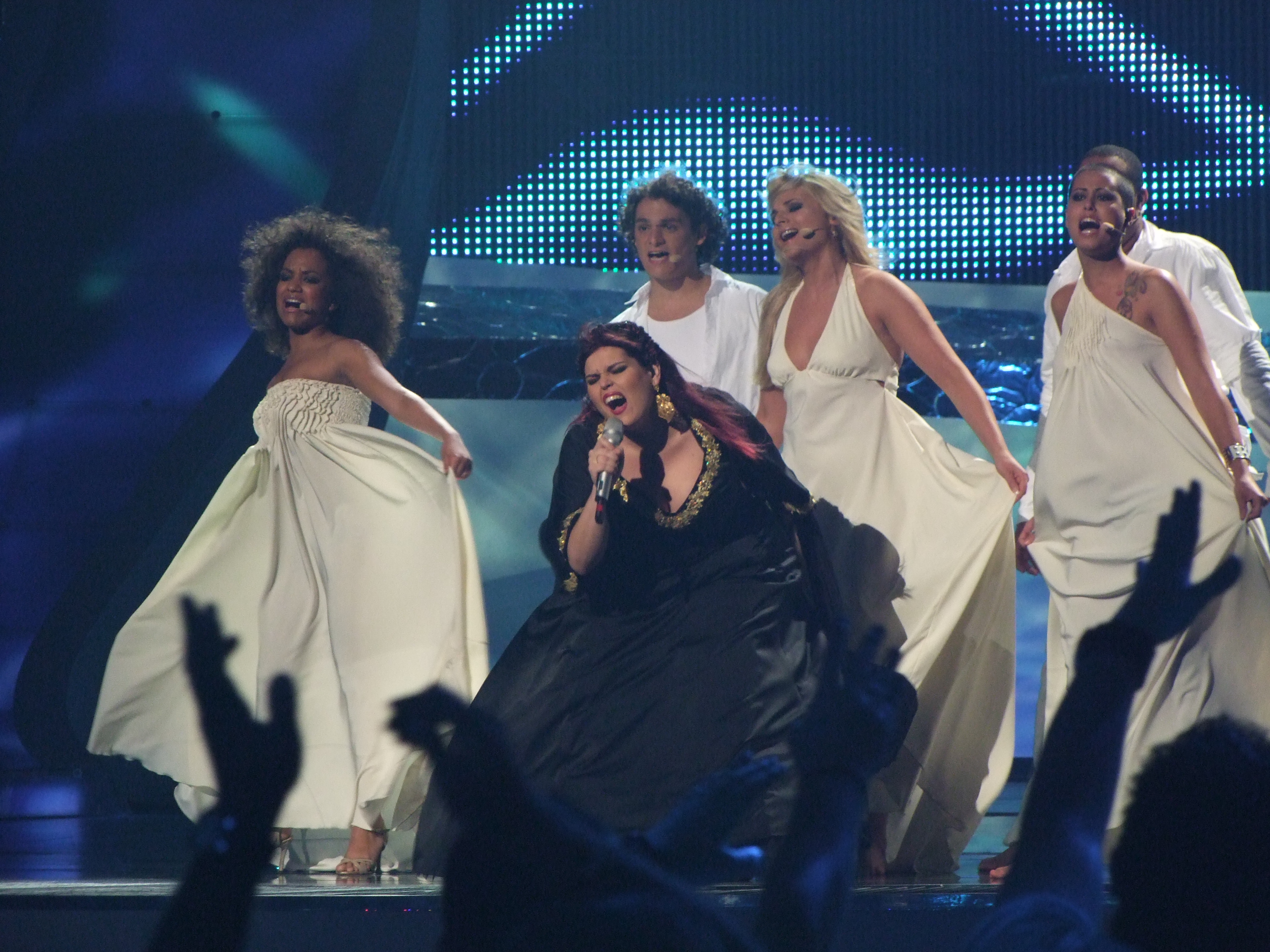
Vânia Fernandes la Belgrad (2008)

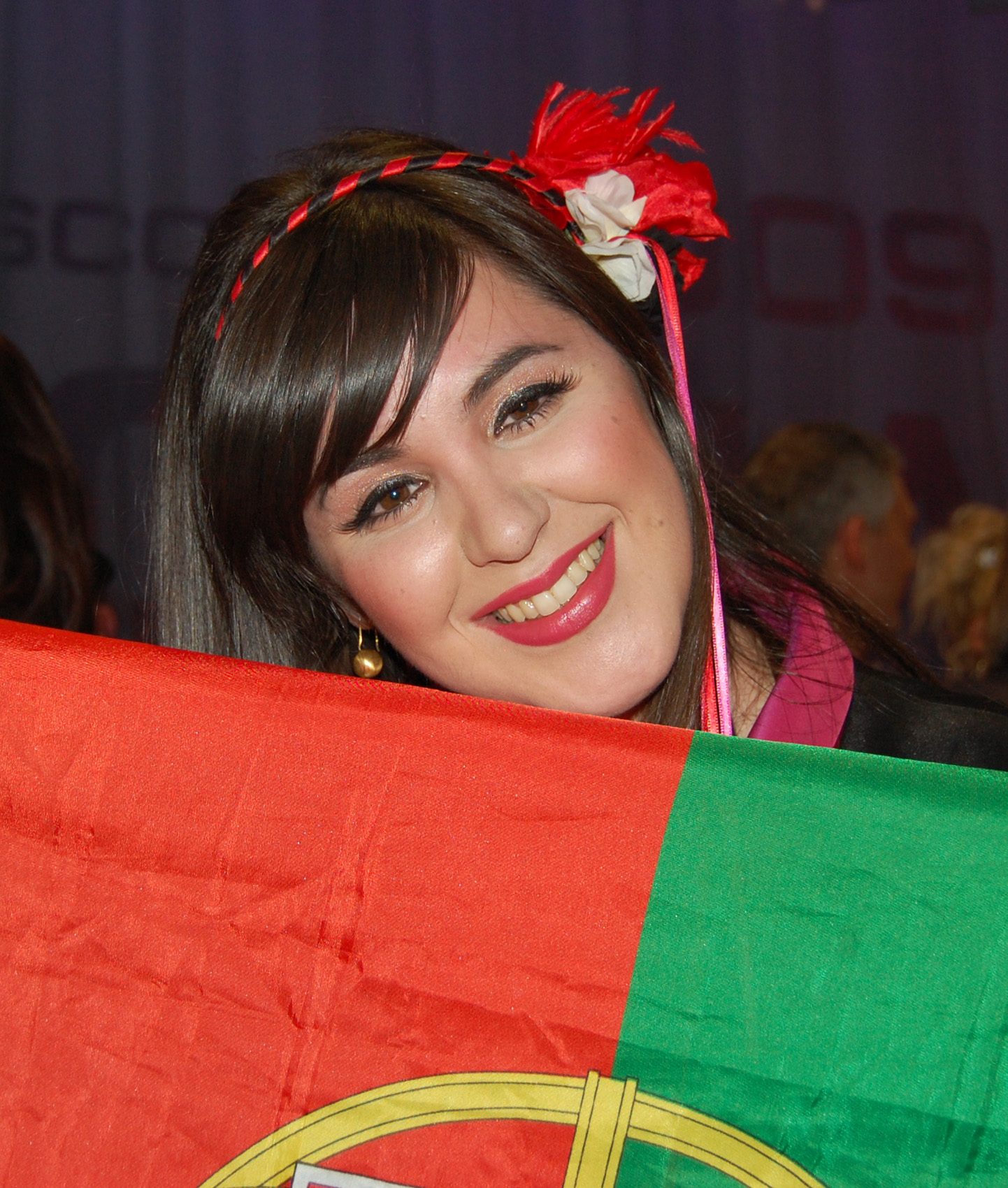
Daniela Varela la Moscova (2009)

| An   | Gazda      | Artist             | Cântec                                  | Finală | Puncte | Semi   | Puncte |
| ---- | ---------- | ------------------ | --------------------------------------- | ------ | ------ | ------ | ------ |
| 1964 | Copenhaga  | António Calvário   | "Oração"                                | 13     | 0      |        |        |
| 1965 | Napoli     | Simone de Oliveira | "Sol de inverno"                        | 13     | 1      |        |        |
| 1966 | Luxemburg  | Madalena Iglésias  | "Ele e ela"                             | 13     | 6      |        |        |
| 1967 | Viena      | Eduardo Nascimento | "O vento mudou"                         | 12     | 3      |        |        |
| 1968 | Londra     | Carlos Mendes      | "Verão"                                 | 11     | 5      |        |        |
| 1969 | Madrid     | Simone de Oliveira | "Desfolhada portuguesa"                 | 15     | 4      |        |        |
| 1971 | Dublin     | Tonicha            | "Menina do alto da serra"               | 9      | 83     |        |        |
| 1972 | Edinburgh  | Carlos Mendes      | "A festa da vida"                       | 7      | 90     |        |        |
| 1973 | Luxemburg  | Fernando Tordo     | "Tourada"                               | 10     | 80     |        |        |
| 1974 | Brighton   | Paulo de Carvalho  | "E depois do adeus"                     | 14     | 3      |        |        |
| 1975 | Stockholm  | Duarte Mendes      | "Madrugada"                             | 16     | 16     |        |        |
| 1976 | Haga       | Carlos do Carmo    | "Uma flor de verde pinho"               | 12     | 24     |        |        |
| 1977 | Londra     | Os Amigos          | "Portugal no coração"                   | 14     | 18     |        |        |
| 1978 | Paris      | Gemini             | "Dai li dou"                            | 17     | 5      |        |        |
| 1979 | Ierusalim  | Manuela Bravo      | "Sobe, sobe, balão sobe"                | 9      | 64     |        |        |
| 1980 | Haga       | José Cid           | "Um grande, grande amor"                | 7      | 71     |        |        |
| 1981 | Dublin     | Carlos Paião       | "Playback"                              | 18     | 9      |        |        |
| 1982 | Harrogate  | Doce               | "Bem bom"                               | 13     | 32     |        |        |
| 1983 | München    | Armando Gama       | "Esta balada que te dou"                | 13     | 33     |        |        |
| 1984 | Luxemburg  | Maria Guinot       | "Silêncio e tanta gente"                | 11     | 38     |        |        |
| 1985 | Göteborg   | Adelaide Ferreira  | "Penso em ti, eu sei"                   | 18     | 9      |        |        |
| 1986 | Bergen     | Dora               | "Não sejas mau para mim"                | 14     | 28     |        |        |
| 1987 | Bruxelles  | Nevada             | "Neste barco à vela"                    | 18     | 15     |        |        |
| 1988 | Dublin     | Dora               | "Voltarei"                              | 18     | 5      |        |        |
| 1989 | Lausanne   | Da Vinci           | "Conquistador"                          | 16     | 39     |        |        |
| 1990 | Zagreb     | Nucha              | "Há sempre alguém"                      | 20     | 9      |        |        |
| 1991 | Roma       | Dulce Pontes       | "Lusitana paixão"                       | 8      | 62     |        |        |
| 1992 | Malmö      | Dina               | "Amor d'água fresca"                    | 17     | 26     |        |        |
| 1993 | Millstreet | Anabela            | "A cidade (até ser dia)"                | 10     | 60     |        |        |
| 1994 | Dublin     | Sara Tavares       | "Chamar a música"                       | 8      | 73     |        |        |
| 1995 | Dublin     | Tó Cruz            | "Baunilha e chocolate"                  | 21     | 5      |        |        |
| 1996 | Oslo       | Lúcia Moniz        | "O meu coração não tem cor"             | 6      | 92     |        |        |
| 1997 | Dublin     | Célia Lawson       | "Antes do adeus"                        | 24     | 0      |        |        |
| 1998 | Birmingham | Alma Lusa          | "Se eu te pudesse abraçar"              | 12     | 36     |        |        |
| 1999 | Ierusalim  | Rui Bandeira       | "Como tudo começou"                     | 21     | 12     |        |        |
| 2001 | Copenhaga  | MTM                | "Só sei ser feliz assim"                | 17     | 18     |        |        |
| 2003 | Riga       | Rita Guerra        | "Deixa-me sonhar (só mais uma vez)"     | 22     | 23     |        |        |
| 2004 | Istanbul   | Sofia Vitória      | "Foi magia"                             | X      | X      | 15     | 38     |
| 2005 | Kiev       | 2B                 | "Amar"                                  | X      | X      | 17     | 51     |
| 2006 | Atena      | Nonstop            | "Coisas de nada (Gonna Make You Dance)" | X      | X      | 19     | 26     |
| 2007 | Helsinki   | Sabrina            | "Dança comigo (Vem ser feliz)"          | X      | X      | 11     | 88     |
| 2008 | Belgrad    | Vânia Fernandes    | "Senhora do mar (Negras águas)"         | 13     | 69     | 2      | 120    |
| 2009 | Moscova    | Flor-de-Lis        | "Todas as ruas do amor"                 | 15     | 57     | 8      | 70     |
| 2010 | Oslo       | Filipa Azevedo     | "Há dias assim"                         | 18     | 43     | 4      | 89     |
| 2011 | Düsseldorf | Homens da Luta     | "A luta é alegria"                      | X      | X      | 18     | 22     |
| 2012 | Baku       | Filipa Sousa       | "Vida minha"                            | X      | X      | 13     | 39     |
| 2014 | Copenhaga  | Suzy               | "Quero ser tua"                         | X      | X      | 11     | 39     |
| 2015 | Viena      | Leonor Andrade     | "Ha Um Mar Que Nos Separa"              | X      | X      | 14     | 19     |
| 2017 | Kiev       | Salvador Sobral    | "Amar Pelos Dois"                       | 1      | 758    | 1      | 370    |
| 2018 | Lisabona   | Cláudia Pascoal    | "O jardim"                              | 26     | 39     | X      | X      |
| 2019 | Tel Aviv   | Conan Osíris       | "Telemóveis"                            | X      | X      | 15     | 51     |
| 2020 | Rotterdam  | Elisa Silva        | "Medo de sentir"                        | Anulat | Anulat | Anulat | Anulat |
| 2021 | Rotterdam  | The Black Mamba    | "Love Is on My Side"                    | 12     | 153    | 4      | 239    |
| 2022 | Torino     | Maro               | "Saudade, saudade"                      | 9      | 207    | 4      | 208    |
| 2023 | Liverpool  | Mimicat            | "Ai coração"                            | 23     | 59     | 9      | 74     |
| 2024 | Malmö      | Iolanda            | "Grito"                                 | 10     | 152    | 8      | 58     |
| 2025 | Basel      | Napa               | "Deslocado"                             | 21     | 50     | 9      | 56     |

## Gazdă
| An   | Oraș     | Locație      | Prezentatori                                                       |
| ---- | -------- | ------------ | ------------------------------------------------------------------ |
| 2018 | Lisabona | Altice Arena | Catarina Furtado, Daniela Ruah, Filomena Cautela și Sílvia Alberto |